# Azumbre
Der (die) Azumbre, auch Açumbre, war ein spanisches Volumenmaß für Flüssigkeiten. Der Begriff stammt vom arabischen Wort ṯumun / ثُمُن („Achtel“) bzw. mit dem agglutinierten Artikel al-ṯumun / الثُمُن, aufgrund der Unterscheidung in Sonnen- und Mondbuchstaben aṯ-ṯumun ausgesprochen.
Beispielsweise hatte eine Cantara/Cantaro in Santana und Málaga 8 Azumbre.
- San Sebastian: 1 Azumbre = 2,52 Liter[3]
- Valencia: 1 Azumbre = 2 1/15 Liter[4] oder 2,016 Liter[1]
- 1 Azumbre = 4 Cuartillo = 16 Copas[5]

Eine Maßkette war
- 1 Arroba major/Cantara = 4 Quartilla = 8 Azumbre = 32 Quartillo = 128 Copa[6] im Königreich Spanien für Wein 16,133 Liter[7]; in Kuba für Flüssigkeiten 15,5 Liter[7]